# Sempre tu
Sempre tu è un singolo del gruppo musicale Sud Sound System, pubblicato il 12 giugno 2020.